# Haus zur Glocke
Das Haus zur Glocke in Steckborn (TG) ist ein Fachwerkhaus im historischen Kern des Ortes. Es wurde im Jahre 2016 als Kunstort durch die Künstlerin und Besitzerin Judit Villiger eröffnet.

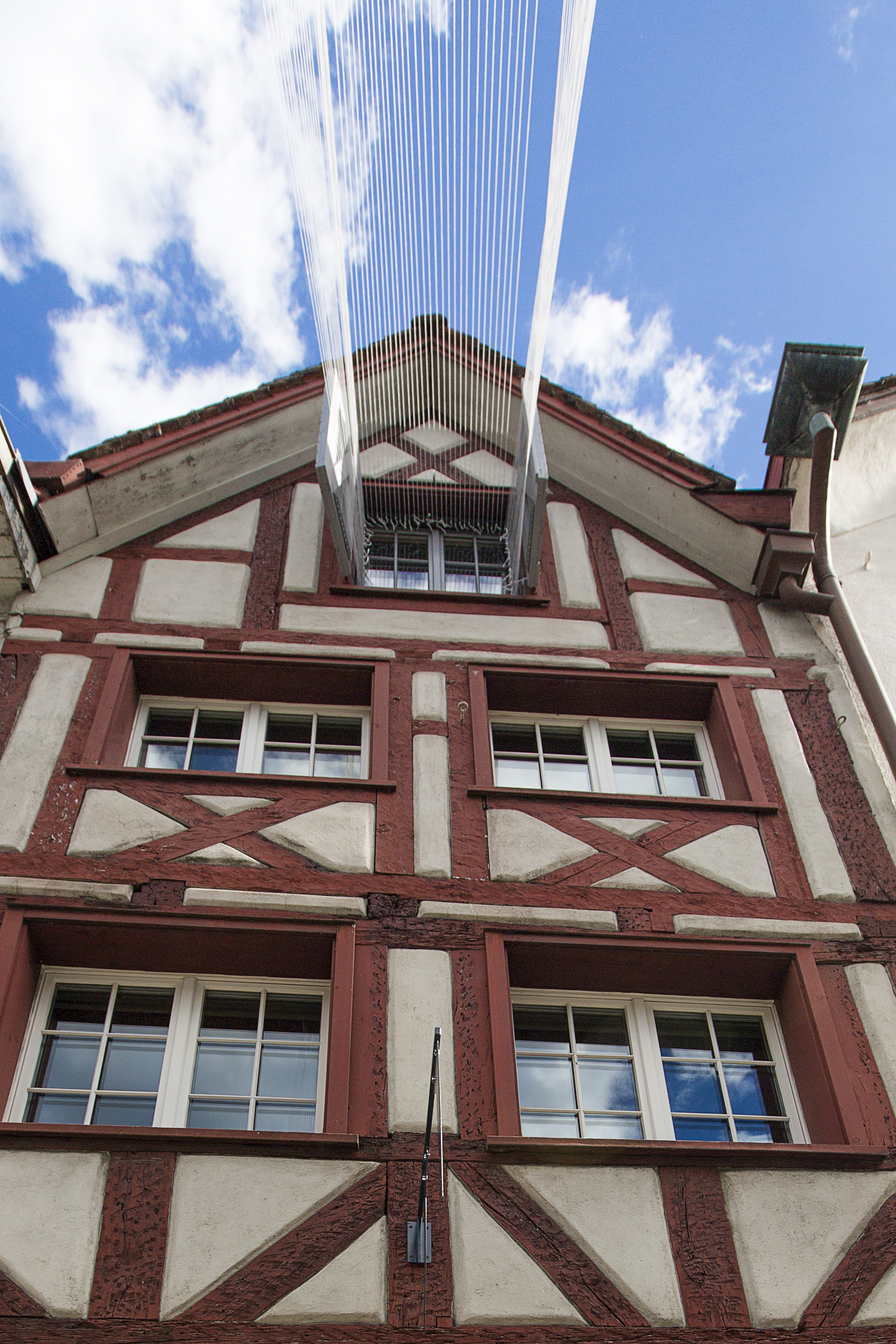
Haus zur Glocke, Fassade zur Seestrasse

## Geschichte
Das Haus «zur Glocke» wurde im 17. Jahrhundert erbaut. Es kam im 21. Jahrhundert in den Besitz der Turmhofstiftung Steckborn, die im Gebäude ein Baubüro einrichten wollte. Im Jahre 2014 wurde das Haus an die Künstlerin Judit Villiger verkauft, die darin Atelierräume einrichten wollte. Bald änderten sich die Pläne dahin, einen Kulturraum zu schaffen, als Begegnungsort für bildende und andere Künstler.
Das Haus wurde saniert und durch offene und durchlässige Räume flexibel nutzbar gemacht. Im Jahre 2016 wurde der Kunstort für Gegenwartskunst eröffnet. Judit Villigers Initiative wurde 2018 durch den Thurgauer Kulturpreis honoriert. Ab 2020 wurde der Betrieb durch die Gründung eines Vereins gesichert. Im Jahr 2020 erhielten Villiger und ihr Team von der Internationalen Bodenseekonferenz (IBK) den IBK-Förderpreis, und 2023 würdigte der Kanton Thurgau die Arbeit mit einer Leistungsvereinbarung. Dies ermöglichte eine weitere Professionalisierung, indem ein Co-Kurator angestellt und eine Praktikumsstelle geschaffen wurde.«Das mehrstöckige Haus an der Seestrasse ist heute eines der prominentesten Ausstellungshäuser am See.»

## Konzept
«Brücken schlagen zwischen Kulturen, Verbindungen schaffen zwischen Kunst und Publikum, Zusammenführen als Ort der Begegnung»: Dies hat Judit Villiger zur Aufgabe des Hauses zur Glocke gemacht. Von Anfang an hatte die «Wirtschaft zur Glocke» zentrale Bedeutung für die neugegründete Kulturinstitution: Kochen als kreative, kollektive Arbeit, als Ausdruck einer bewussten Lebenshaltung. Die originellen Suppen wurden zu einem Markenzeichen des Hauses.
Ein zentraler Gedanke ist die «kollektive Kreativität». Kunstschaffende aus den verschiedenen Disziplinen der bildenden Kunst, der Musik und Literatur finden im Haus «zur Glocke» zusammen – Künstlerkolonien auf Zeit, unter einem thematischen Aspekt. Daraus resultierten über 20 Ausstellungen.

## Ausstellungen
- 2016: Eröffnungausstellung: «Transfer»
- 2016: «Transkantonales Tauschgeschäft»
- 2016: «Eisenplastiken – Tuschzeichnungen»
- 2017: «What’s Cooking?»
- 2017: «Wer die Arbeit macht. Die Enthüllung der Arbeit.» Zsuzsanna Gahse
- 2017: «Grenzphänomene. Die Moderne von den Rändern her denken»
- 2017: «Raum im Raum im Raum»
- 2018: «Körper Rhythmus Zahl»
- 2018: «Vom Wert des Überbleibsels»
- 2018: «Künstliche und künstlerische Intelligenz»
- 2019: «Von Menschenhand»
- 2019: «Woher die Bilder kommen»
- 2019: «sammeln – ansammeln Bindestrich – Gedankenstrich»
- 2019: «Malerei? Malerei!»
- 2020: «Na Sala Màgica - In der Wunderkammer, Othmar Eder und Cristina Witzig im Dialog»
- 2020: «Kollaborativ Denken und Handeln»
- 2020: «Die Dinge des Alltags und die Kunst»
- 2020: «Labor Natur Von Blicken und Grenzen»
- 2022: «Neu aufgespult: Spitzenklöppeln und Gegenwartskunst im Dialog»
- 2022: «Können wir verschwinden? homes lost and found»